# Slättesjön
Slättesjön är en sjö i Nordmalings kommun i Ångermanland och ingår i Öreälven-Leduåns kustområde. Sjön har en area på 0,0816 kvadratkilometer och ligger 67,9 meter över havet.

## Delavrinningsområde
Slättesjön ingår i det delavrinningsområde (705948-168368) som SMHI kallar för Mynnar i havet. Medelhöjden är 42 meter över havet och ytan är 9,48 kvadratkilometer. Räknas de 2 avrinningsområdena uppströms in blir den ackumulerade arean 27,52 kvadratkilometer. Avrinningsområdets utflöde Prästbäcken mynnar i havet. Avrinningsområdet består mestadels av skog (75 procent) och sankmarker (13 procent). Avrinningsområdet har 0,08 kvadratkilometer vattenytor vilket ger det en sjöprocent på 0,8 procent. Bebyggelsen i området täcker en yta av 0,6 kvadratkilometer eller 6 procent av avrinningsområdet.